# Sundergrund (Roman)
Sundergrund ist der zweite Roman von Roland Reichen. Er erschien 2014 im Verlag edition taberna kritika und wurde in Bern publiziert. Der Roman erzählt von einer trostlosen Familiengeschichte im Berner Oberland, die über vier Generationen hinweg immer tragischer wird. Der Protagonist ist Fieder (Fridolin) aus der jüngsten Generation, der zuletzt einer Drogensucht verfällt. Auffällig am Buch ist die spezielle Sprache: Reichen vermischt Berndeutsch mit Standarddeutsch. Dies liegt wohl am Handlungsort. Denn Fieder wächst im Berner Oberland auf, genauer im Krutzlihüttli im Sundergrund, worauf sich der Name des Romans bezieht.
Die Geschichte basiert auf wahren Begebenheiten.

## Autor
Roland Reichen wurde am 22. März 1974 in Spiez, Berner Oberland, geboren. Er wuchs in einer Arbeiterfamilie auf und studierte später Germanistik und Geschichte an der Universität Bern. Seine ersten Versuche als Autor startete er im Sommer 1998, den er aufgrund des Pfeifferischen Drüsenfiebers zu Hause verbringen musste.  Sein erster Roman erschien 2006 nach der Publikation einiger Kurzgeschichten. Seit 2010 arbeitet er als wissenschaftlicher Mitarbeiter der historisch-kritischen Jeremias-Gotthelf-Edition an der Universität Bern.

## Handlung
Die Hauptfigur ist Fridolin „Fieder“ Kleinjenni. Aufgewachsen im Berner Oberland, im sogenannten Sundergrund, lebt er in seinem Erwachsenenalter in der Stadt Bern. Durch Rückblenden wird die Familiengeschichte beschrieben, die über drei Generationen zurückgeht. 
Zu Beginn lernt das Stiefgrosi den Kleinjenni kennen, welcher zuerst ihr Peiniger ist. Als sie sich viele Jahre später am Grabe ihrer Mutter Marie wieder treffen, hat dieser bereits mit seiner ersten Frau Madleen zwei eigene Kinder, den Wili („Schlufi“) und Sämi, und zusätzlich ein Adoptivkind aus Deutschland, die Hedwig „Hörnere“. Als Madleen stirbt, heiratet der Kleinjenni das Stiefgrosi. Neben dem Tod der leiblichen Mutter durchleben die drei Kinder Schlufi, Sämi und Hedi eine von Gewalt geprägte Kindheit: So wirft der Kleinjenni in einem jähzornigen Anfall seinen Sohn Schlufi aus dem Fenster, der dadurch ein Schädelhirntrauma erleidet. Weiter ist der traurige Tod Sämis typisch für die tragische Familiengeschichte. Wie ein Hund an einen Baum gekettet, wird er bei einem Hochwasser weggespült.   
Später heiratet Schlufi seine Adoptivschwester Hedi und behandelt seine beiden Kinder Fieder und Höhn genauso schlecht. Als schließlich die Hedi in die Psychiatrie eingewiesen wird, verlieren Fieder und Höhn beide die einzige Konstante in ihrem Alltag. Höhn wird selbst wahnsinnig und folgt seiner Mutter in die Anstalt. Fieder rutscht bereits in der Jugend in die Berner Drogenszene ab. Dort lernt er seine Freundin kennen, die Judlä. Sie hilft dem Fieder zwar, wieder ein strukturierteres Leben zu führen, dabei ist sie jedoch im gleichen Drogensumpf wie der Fieder gefangen. So steckt er sich schließlich durch eine verschmutzte Spritze der Judlä mit „dem Käfer“ an. Daran stirbt er letztendlich.  

## Figuren
Wili (Schlufi): Schlufi, der mit richtigem Namen Wili heisst, ist von seinem Vater aus dem Fenster geworfen worden. Nach diesem Ereignis verstummt er für ein ganzes Jahr. Zudem wird er scheu und beginnt, sich des Öfteren vor anderen Menschen zu verstecken. Daher erhielt er seinen Spitznamen Schlufi, da er immer versucht hat, sich von ihnen zu „verschlüüfen“ (= verstecken). In seiner Jugend machte er eine Sonderlehre als Hilfsschreiner. Schließlich heiratet er Hedi. 
Hedwig (Hedi / Hörnere): In ihren jungen Jahren musste Hedi, eigentlich Hedwig, wegen des Zweiten Weltkriegs aus Deutschland fliehen. Sie wird dann von der Familie Kleinjenni aufgenommen und aufgrund ihrer Mütze mit den zwei Zipfeln, die wie Hörner aussehen, von nun an „Hörnere“ genannt. Hedi kümmert sich um den Haushalt und den Bruder Sämi. Als dieser jedoch verschwindet, wendet sie sich Schlufi zu, den sie dann heiratet. 
Fieder: Als Fieder in der sechsten Klasse ist, wird seine Mutter Hedi in die Psychiatrie eingewiesen. Darunter leidet er sehr und zusätzlich wird er auch von seinem Vater Schlufi geschlagen. Da er zu den beliebten Schülern gehören will, probiert er Drogen aus. So entwickelt er eine Abhängigkeit gegenüber verschiedensten Suchtmitteln. Sein Leben gerät ausser Kontrolle,  bis er Judlä kennenlernt. Sie werden ein Paar und konsumieren zusammen Drogen. Er infiziert sich mit Hepatitis und stirbt schließlich an einer Lungenembolie im Krankenhaus. 
Höhn: Höhn ist der jüngere Bruder von Fieder. Nachdem er einen Science-Fiction Film gesehen hat, steigert er sich zunehmend in Wahnvorstellungen hinein. Daraufhin wird auch er in die Psychiatrie in Münsingen eingeliefert. Nach fünf Jahren wird er von der geschlossenen in die halb-offene Anstalt umgeteilt. Dort wird ihm auch eine Arbeitsmöglichkeit angeboten. 
Kleinjenni: Kleinjenni ist der Vater von Sämi und vom Schlufi und somit auch der Grossvater vom Fieder und von Höhn. Er hat sein ganzes Leben lang das Ziel, ein Grossjenni  oder zumindest ein Mitteljenni zu werden. Die Mutter seiner Kinder, Madleen, lernt er auf einem Gut namens Orgöö, auf dem er arbeitete und sogar Meisterknecht wurde, kennen. Auf Drängen des Kleinjenni gingen sie gemeinsam ins Kirreltal zurück, weil der Kleinjenni unter Heimweh litt. Jedoch wurde ihm bald klar, als er die schlechte Lage seiner Hütte realisierte, dass aus ihm nie ein Grossjenni werden wird. Wie auch sein Sohn Schlufi neigt er zu aggressivem Verhalten. 
Sämi: Sämi ist der Sohn von Kleinjenni und der Bruder vom Schlufi. Seine Identität ist nicht von Anfang an offensichtlich, denn er wird mit vielen tierischen Charakteristika beschrieben und somit ist es beim ersten Lesen nicht klar, ob er ein Hund oder eine Person ist. Doch bei genauerem Hinschauen stellt sich heraus, dass es sich um einen Menschen handeln muss. Die geistige Entwicklung von Sämi ist etwas verlangsamt, da Kleinjenni der Mutter während der Schwangerschaft in den Bauch geschlagen hat und er somit zu früh auf die Welt kam. 
Judlä: Judlä ist die Freundin des Fieders. Er hat sie bei der Arbeit kennengelernt. Um etwas Geld dazu zu verdienen, geht sie gelegentlich auf den Strich.
Dr. Ueli Maurer: Maurer ist der Arzt von Hedi. Dieser brachte Fieder, entgegen seinem Willen, mit einem sogenannten Kindlisauger zur Welt. Die Namensgebung nach dem Bundesrat Ueli Maurer kommt daher, dass dieser sich in der Entstehungsphase des Romans gegen die Abtreibung ausgesprochen hat.

## Interpretationsansätze
Gerade im zweiten Kapitel ist die Namensgebung auffällig. Wili (Kurzform von Wilhelm), Ehemann von Hedi (Hedwig), arbeitet beim Österreicher Männdu (Hermann). Diese Figurenkonstellation erinnert stark an Friedrich Schillers Wilhelm Tell. Nur setzt sich der gescholtene Vater in Sundergrund nicht zur Wehr gegen den Österreicher, sondern lässt seine Wut an den eigenen Kindern und an der Ehefrau aus. 
Häufig werden in Sundergrund die Figuren wie Tiere beschrieben. Beispielsweise der Sämi, der stark einem Hund ähnelt. Nach eigenen Aussagen wollte der Autor damit auf die teilweise tragischen Lebensschicksale in der Schweiz zu Beginn des 20. Jahrhunderts hinweisen, die in der Schweizer Geschichte häufig noch nicht aufgearbeitet wurden (Stichwort: Verdingkind). 

## Sprache
Charakteristisch für die im Buch verwendete Sprache ist die starke Anlehnung an das Schweizer Hochdeutsch. Darunter versteht sich grundsätzlich die Verwendung der hochdeutschen Sprache, wobei allerdings eine schweizerdeutsche Satzstellung sowie eine Vielzahl schweizerdeutscher Wörter (Helvetismen) verwendet werden. Die Sprache folgt dabei keinen festen Regeln. Dies harmoniert somit mit dem Inhalt des Buches: So wenig wie Fieder den gesellschaftlichen Normen entspricht, so wenig entspricht die verwendete Sprache grammatikalischen Regeln.  
Beispiel:  „Sie sehen aus wie drei nasse Söcken, wo sie aus dem Regenpflotsch in das Rossgagelpintli hineingetschalpet kommen.“
Weiter werden hochdeutsche Wörter „verschweizert“ (christlich = krischtlich). Dabei werden die Wörter so geschrieben, wie sie ein Berner aussprechen würde.
Beispiel: „Ich war ja früher in einer krischtlichen Rockbänd. Ich habe den Bass gezupft bei den ,Halleluja Braders‘. Aber leider kamen dann die Drögs.“
Die teilweise humoristische Sprache steht in einem starken Kontrast zur tragischen Handlung des Buches. Alexander Sury begründet diesen vermeintlichen Kontrast folgendermassen: In seiner Rezension in Der Bund weist er darauf hin, dass die defekte Sprache bewusst von Benachteiligten und psychisch Kranken erzähle. Entsprechend widerspiegelt die defekte Sprache den Inhalt.
Dies unterlegen auch die 850 Fussnoten. Lose von jeder Wissenschaftlichkeit verfremden sie den Text auf einer zusätzlichen Ebene. Somit weisen sowohl Inhalt, Sprache wie das Formale defekte Normen auf.

## Buchkritik
Bei Nahaufnahmen.ch meint Noemi Jenni, dass Sundergrund ein Buch sei, bei dem wir immer denken, dass es ekliger und trauriger nicht kommen könne und dann setze Roland Reichen trotzdem wieder eins obendrauf.
Markus Kestenholz  von der Jungfrau Zeitung schreibt: „Die Geschichte des drogensüchtigen Fieder Kleinjenni und seines kurzen Lebens wäre erdrückend deprimierend, wenn sie nicht in dialektal gefärbter Sprache erzählt würde. Wenn dann eben der Fieder seit ein paar Mönet öppen schon am Käfer leidet, weil eine der Sprützine eben dann doch nicht total suber war, und seine Freundin, die Judlä auf dem Wackel Freier lingget, schleicht sich eine subtile Komik in die auf wahren Gegebenheiten basierende Geschichte ein.“
In Der Bund vom 23. Juni 2015 schreibt Alexander Sury, dass Reichen mit seinem ersten Roman „Aufgrochsen“ und nun „Sundergrund“ zeige, dass er eine Nähe zu sozial Benachteiligten habe, zu Menschen, die gesellschaftlichen Normen nicht entsprächen. Diese Lebenswelten werden durch die „defekte Sprache“ abgebildet. Dabei stehe Reichen in einer Traditionslinie zur österreichischen Nachkriegsliteratur, bei der auch eine Vermischung von Hochsprache und Dialekt feststellbar sei.
Ähnliches schreibt Carolina Bohren in der Berner Zeitung vom Mai 2014. Reichen entwerfe in „Sundergrund“ eine Genealogie des Aussenseitertums, wobei den Figuren nur einen Platz in der Gesellschaft bleibe – der ganz am Rande. Auch Bohren geht auf die sprachlichen Qualitäten des Textes ein: Aufgrund des Dialekts erscheinen die Figuren nicht nur authentisch, sondern auch sympathisch. Lobend meint Bohren, dass „Sundergrund“ ein starkes Stück Literatur sei, das nüchtern-ironisch beschreibe, ohne dabei anzuprangern.

## Auszeichnungen
Für Sundergrund erhielt Reichen 2015 den Literaturpreis des Kantons Bern.